# Золотий колос (змагання)
Золотий колос — змагання серед сільських футбольних команд у СРСР, які 1967 року заснували ЦК ВЛКСМ, редакція газети «Сельская жизнь», Федерація футболу СРСР. Одне з небагатьох змагань СРСР, де гравці-переможці отримували звання кандидата в майстри спорту, команда-переможець — право виступати в чемпіонаті команд другої ліги.
Після того, як команда радгоспу «Дружба» (тоді с. Дружба, колись і нині Трибухівці Бучацький район, Тернопільська область; де-факто — «Колос» (Бучач), тричі поспіль у 1969-1971 роках стала переможцницею змагань, головний трофей назавжди передали переможцям. Його можна побачити, відвідавши Бучацький краєзнавчий музей.

## Хронологія
- 1967, зональні змагання — в Ечміадзіні (нині — Вагаршапат, переможець — команда «Дружба»), фінальний етап — Якимівка (Запорізька область), переможець — «Перемога» — команда зі станиці Канівська Краснодарського краю,
- 1968, фінал — у станиці Канівській, володар призу — місцева «Перемога»,
- 1969, зональні змагання — у м. Камінна[джерело?] (Луганська область), фінал — у Бучачі, переможець — команда радгоспу «Дружба» (пізніше Бучацький радгосп-технікум), приїхали Марк Розін та голова клубу «Шкіряний м'яч» Михаїл Сушков,
- 1970, зональні змагання, зокрема, у смт. Аукурі (Грузія), фінал — у м. Коломия, переможець — команда радгоспу «Дружба»,
- 1971, зональні змагання, зокрема, у м. Кретинга (Литва), фінал — у Краснодарі, переможець — команда радгоспу «Дружба».